# Johan Bonny
Pour les articles homonymes, voir Bonny.
Johan Jozef Bonny, né à Moere (Gistel) le 10 juillet 1955, est un prélat catholique belge qui est actuellement le vingt-deuxième évêque d'Anvers.

## Biographie

### Jeunesse
Johan Bonny naît à Moere en 1955, fils aîné de cinq enfants dont le père est fermier. Il suit ses études primaires à Eernegem et à Moere, puis ses études secondaires au collège Notre-Dame de Gistel et ensuite au collège Saint-Jean de Meldert. Après ses études secondaires, il entre au séminaire de Bruges en 1973.

### Prêtre
Johan Bonny est ordonné prêtre le 20 juillet 1980 par Emiel-Jozef De Smedt, évêque de Bruges. L'abbé Bonny aide à la fondation de la communauté de l'Arche de Jean Vanier à Moerkerke et en assure l'accompagnement spirituel.
En 1982, il obtient un doctorat de théologie de l'Université pontificale grégorienne de Rome. Ensuite, De Smedt le nomme archiviste et professeur au séminaire de Bruges, où il enseigne l'histoire de l'Église, la théologie dogmatique, l'œcuménisme et la spiritualité. En même temps, il travaille avec le spécialiste de la mystique chrétienne Albert de Blaere. Il défend sa thèse de doctorat en 1988 sur le mystique flamand Jean de Ruysbroeck, intitulée Het ghemeyne leven in de werken van Jan van Ruusbroec. En 1985, Roger Vangheluwe le nomme directeur du département de théologie et en 1991 directeur spirituel du séminaire de Bruges.
Johan Bonny part en 1997 pour Rome avec deux nouvelles charges : Il est nommé le 5 juin collaborateur du Conseil pontifical pour la promotion de l'unité des chrétiens. L'abbé Johan Bonny devient responsable des relations œcuméniques entre l'Église catholique et les Églises orthodoxes, surtout celles du Moyen-Orient. Il participe au dialogue théologique avec l'Orthodoxie, rattachée ou non à Rome, y compris avec les Coptes, les Éthiopiens, les Syriaques, les Arméniens, les Malankars et les Assyriens. Il est aussi en rapport avec divers mouvements, comme celui de Taizé et bien sûr avec l'Arche. De plus le cardinal Danneels et les évêques belges le nomment recteur du collège ecclésiastique belge de Rome, succédant à Werner Quintens (nl). Le 9 janvier 2002, il est élevé à la dignité honorifique de chapelain de Sa Sainteté.

### Évêque
Le 28 octobre 2008, le pape Benoît XVI le nomme évêque d'Anvers. Bonny prend pour devise Agnus pascet illos. Il est consacré le 4 janvier 2009 à la cathédrale Notre-Dame d'Anvers par le cardinal Danneels, en présence de nombreux dignitaires dont le cardinal Kasper, Wim Eijk et André-Joseph Léonard.
Après la tenue à Rome du Synode pour la famille en octobre 2014, il fait un certain nombre de déclarations dans les médias mettant en avant le fait que l'Église doit se mettre en phase avec les nouvelles mœurs de la société contemporaine, qu'elle doit accepter l'homosexualité, ne pas faire de différence entre personnes mariées ou non à l'Église (y compris les divorcés remariés) et prendre en compte les nouvelles [pas clair] formes de relations sexuelles. Ses déclarations font débat dans la société belge de plus en plus déchristianisée. Il reçoit un prix de l'association des différentes organisations LGBT flamandes en janvier 2015.
À la suite de la diffusion en octobre 2023 du documentaire Godvergeten évoquant les abus sexuels dans l'Église catholique en Belgique, Johan Bonny critique la génération précédente des responsables catholiques, comme l'évêque Godfried Danneels, qui, selon lui, n'a pas traité correctement ces affaires. Ainsi, quand le prêtre Rik Devillé a donné des centaines de témoignages de victimes d'agressions sexuelles au sein de l'Église catholique belge, celle-ci est restée inerte. Par ailleurs, il demande des « réformes systémiques » avec par exemple  la participation des femmes et des laïcs, mais aussi la co-responsabilité.